# Armas Inmortales
Las Armas Inmortales son personajes ficticios que aparecen en los cómics estadounidenses publicados por Marvel Comics. Ellos son cada uno un defensor de una de las Siete Ciudades Capitales del Cielo en el Universo de Marvel Comics. Las Armas Inmortales aparecen por primera vez en The Immortal Iron Fist # 8 (septiembre de 2007) y, como grupo, fueron creadas por Ed Brubaker, Matt Fraction y David Aja.

## Historial de publicaciones
Los personajes se introdujeron por primera vez en The Immortal Iron Fist # 8, y siguieron siendo personajes secundarios en la serie hasta su cancelación (# 27). Luego, el grupo protagonizó su propia serie, que comenzó en julio de 2009, con el primer número centrado en Cobra Gorda; escrito por Jason Aaron y Duane Swierczynski con arte de Mico Suayan y Travel Foreman.

## Miembros
- Novia de Nueve Arañas - una mujer que controla las arañas y puede almacenarlas en su cuerpo.
- Hermano Perro #1 -
- Cobra Gorda -
- Príncipe de los Huérfanos -
- La Hermosa Hija de Tiger -

### Exmiembros
- Fénix de Acero -

## Apariciones
Una lista de apariciones hechas por el grupo, categorizadas alfabéticamente:
- Defenders (2012) — #6
- Iron Man 2.0 (2011) — #5—6
- Spider-Island: Deadly Hands of Kung Fu (2011) — #3
- The Amazing Spider-Man (1963) — #672
- The Immortal Iron Fist (2007) — #8—14, #16, #19—20, #22—23 + #25—26
- Immortal Weapons (2009) — #1—5 (Fat Cobra #1, Bride of Nine Spiders #2, Dog Brother #3, Tiger's Beautiful Daughter #4 and Prince of Orphans #5)

## En otros medios

### Televisión
- Novia de Nueve Arañas aparece en Iron Fist interpretada por Jane Kim. Esta versión es una aracnóloga coreana cuyo nombre real es Alessa. Como un guiño a su nombre en los cómics, su número de laboratorio es 'B-09 S'. Ella aparece en el episodio "Immortal Emerges from Cave" donde es invitada por Madame Gao para participar en un Da Jue Zhan (Gran Duelo) contra Danny Rand. Alessa es el segundo oponente al que se enfrenta y se demuestra que es una maestra de la seducción y el veneno. Alessa logra golpear a Danny con varias agujas venenosas antes de que él tenga la fuerza para derribarla y derrotarla.[3]
- Cobra Gorda aparecerá en la próxima serie animada de Hulu, Hit-Monkey.[4]